# Danville (Pensilvânia)
Danville é um distrito localizado no estado norte-americano de Pensilvânia, no Condado de Montour.

## Demografia
Segundo o censo norte-americano de 2000, a sua população era de 4897 habitantes.
Em 2006, foi estimada uma população de 4574, um decréscimo de 323 (-6.6%).

## Geografia
De acordo com o United States Census Bureau tem uma área de
4,1 km², dos quais 4,1 km² cobertos por terra e 0,0 km² cobertos por água. Danville localiza-se a aproximadamente 179 m acima do nível do mar.

## Localidades na vizinhança
O diagrama seguinte representa as localidades num raio de 12 km ao redor de Danville.